# KrasAir
La KrasAir (in russo: Красноярские Авиалинии, in inglese: Joint Stock Company KrasAir) era una compagnia aerea russa di Krasnojarsk, Russia.

## Strategia
Effettuava il trasporto con una flotta composta nel 2007 da 39 aerei e aveva la base tecnica all'aeroporto di Krasnojarsk-Emel'janovo (UNKL), nel territorio di Krasnojarsk, in Russia.
Nell'estate del 2008 c'erano stati dei segnali forti della crisi dell'azienda e il 12 dicembre 2008 la KrasAir ha dichiarato bancarotta in seguito ai debiti accumulati nei pagamenti di leasing operativo alla russa Ilyushin Finance per gli aerei Ilyushin Il-96 e Tupolev Tu-204.

## Flotta storica
- 6 Boeing 737-300
- 4 Boeing 767-200
- 2 Ilyushin Il-76TD
- 4 Ilyushin Il-86/87
- 2 Ilyushin Il-96-300
- 15 Tupolev Tu-154M (10 Tu-154M-2003 modernizzati)
- 1 Tupolev Tu-204-100
- 1 Tupolev Tu-214